# Sérénade pour ténor, cor et cordes

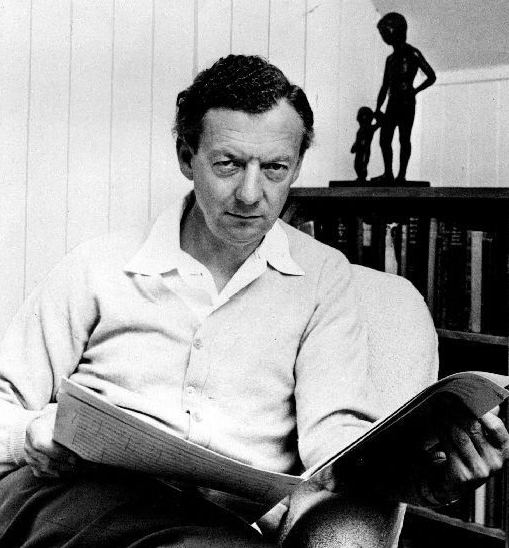
Benjamin Britten en 1968.

La Sérénade pour ténor, cor et cordes (Serenade for Tenor, Horn and Strings) est un cycle de poème mis en musique pour ténor, cor soliste et orchestre à cordes, par Benjamin Britten.
Cette sérénade fut écrite au début de l'année 1943 et créée par Walter Goehr avec l'orchestre du London's Wigmore Hall le 15 octobre 1943. Composée pour Peter Pears et Dennis Brain, elle est écrite sur une série de poèmes fameux de la langue anglaise. 
Britten, qui semblait vouloir présenter cette œuvre comme un simple divertissement, tisse dans chaque partie du cycle une atmosphère particulière, explorant les différentes possibilités de la conjonction de la voix et du cor.

## Détail de l'œuvre
- Prologue
- Pastorale, sur un poème de Charles Cotton
- Nocturne, sur un poème de Alfred Tennyson
- Élegie, sur un poème de William Blake
- Dirge, sur un poème anonyme
- Hymne, sur un poème de Ben Jonson
- Sonnet, sur un poème de John Keats
- Epilogue